# Hans M. Eppenberger
Hans M. (Max) Eppenberger (* 20. Juni 1936; † 18. Februar 2023; heimatberechtigt in Basel und Mogelsberg) war ein Schweizer Zoologe und Professor an der ETH Zürich.

## Leben
Hans M. Eppenberger studierte von 1955 bis 1957 an der Abteilung für Chemie der ETH Zürich und danach bis 1959 Zoologie an der Universität Basel. Von 1959 bis 1963 war er Assistent am Medizinisch-chemischen Institut an der Universität Bern bei den Professoren Aebi und Richterich. 1962 promovierte er an der Universität Basel. In den folgenden Jahren war er Postdoctoral Fellow an der Harvard Medical School und Research Associate am Department of Biochemistry der Brandeis University in Waltham (Massachusetts). Von 1967 bis 1969 war er Oberassistent am Biochemischen Institut der Universität Neuenburg, bevor er im Frühjahr 1970 als wissenschaftlicher Mitarbeiter von Professor Heinrich Ursprung zurück an die ETH Zürich kam.
Im Herbst 1970 wählte der Bundesrat Eppenberger zum Assistenzprofessor für Zoologie, insbesondere Entwicklungsbiologie, und beförderte ihn 1973 zum ausserordentlichen Professor für das gleiche Lehrgebiet. 1975 wurde er zum ordentlichen Professor für Biologie, später Zellbiologie, gewählt. Im Oktober 2001 wurde er emeritiert.

## Forschung
Bis 1986 bildeten Struktur- und Funktionsuntersuchungen der Kreatinkinasen und der M-Linien-Proteine in der Muskelzelle während der Differenzierung in vivo und in Zellkultur den Schwerpunkt von Eppenbergers Arbeit. Anschliessend konzentrierte sich seine Forschung auf das Gebiet der zellulären und molekularen Grundlagen der Herzentwicklung und -differenzierung, des Heart Tissue Engineering und der Organreparatur. In über 20 Projekten des Schweizerischen Nationalfonds war er beteiligt.
1987 setzte er sich zusammen mit Cyril Hegnauer für die Beobachter-Initiative gegen Missbräuche der Fortpflanzungs- und Gentechnologie beim Menschen ein.

## Mitgliedschaften und Auszeichnungen
Eppenberger arbeitete in zahlreichen Gremien und Kommissionen mit und war unter anderem Mitglied der Forschungskommission, der Dozentenkommission sowie Präsident der Hochschulversammlung der ETH Zürich. Weiter war er während einiger Jahre Vorsteher des Departements Biologie sowie des Instituts für Zellbiologie. Von 2000 bis 2008 war er Ombudsmann an der ETH Zürich.
Ausserhalb der ETH Zürich war er unter anderem Forschungsrat des Schweizerischen Nationalfonds und Science Counselor in San Francisco, im Auftrag der Gruppe für Wissenschaft und Forschung (GWF). 1981 wurde er zum Mitglied der New York Academy of Sciences ernannt. 1990 wurde ihm von der Medizinischen Fakultät der Universität Umeå in Schweden die Ehrendoktorwürde verliehen.

## Publikationen (Auswahl)
- Die Ontogenese von zytoplasmatischen Enzymen beim Hühnerembryo. Diss. Naturwiss. Basel, 1962.